# Palaemonoidea
Los palaemonoideos (Palaemonoidea) son una superfamilia de crustáceos decápodos, la más numerosas del infraorden de los carídeos. Algunos de sus ejemplares litorales se capturan con facilidad y se han convertido en unos de los decápodos más estudiados.

## Taxonomía
Esta superfamilia se subdivide en 8 familias:
- Anchistioididae Borradaile, 1915
- Desmocarididae Borradaile, 1915
- Euryrhynchidae Holthuis, 1950
- Gnathophyllidae Dana, 1852
- Hymenoceridae Ortmann, 1890
- Kakaducarididae Bruce, 1993
- Palaemonidae  Rafinesque, 1815
- Typhlocarididae Annandale & Kemp, 1913

La principal familia en el Mediterráneo occidental es la de los Palaemonidae, con algunas especies litorales muy comunes.

## Referencias

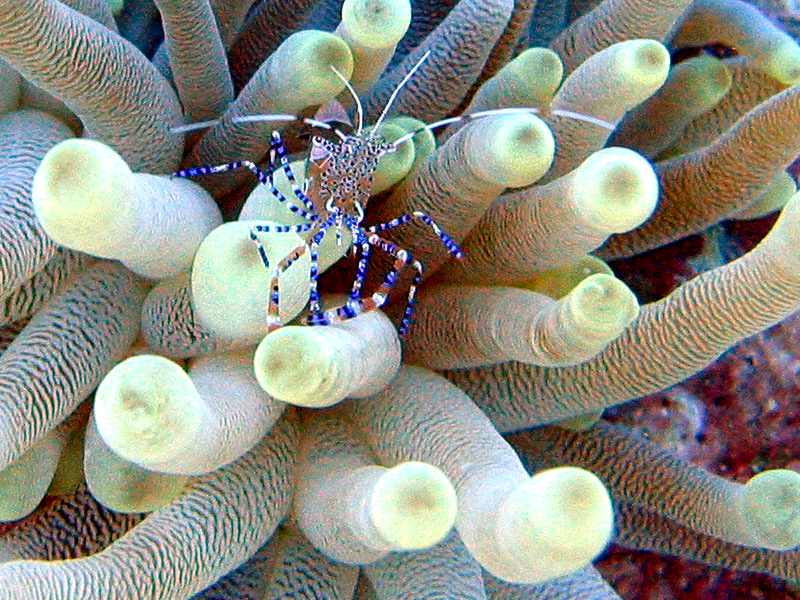
Periclimenes yucatanicus.

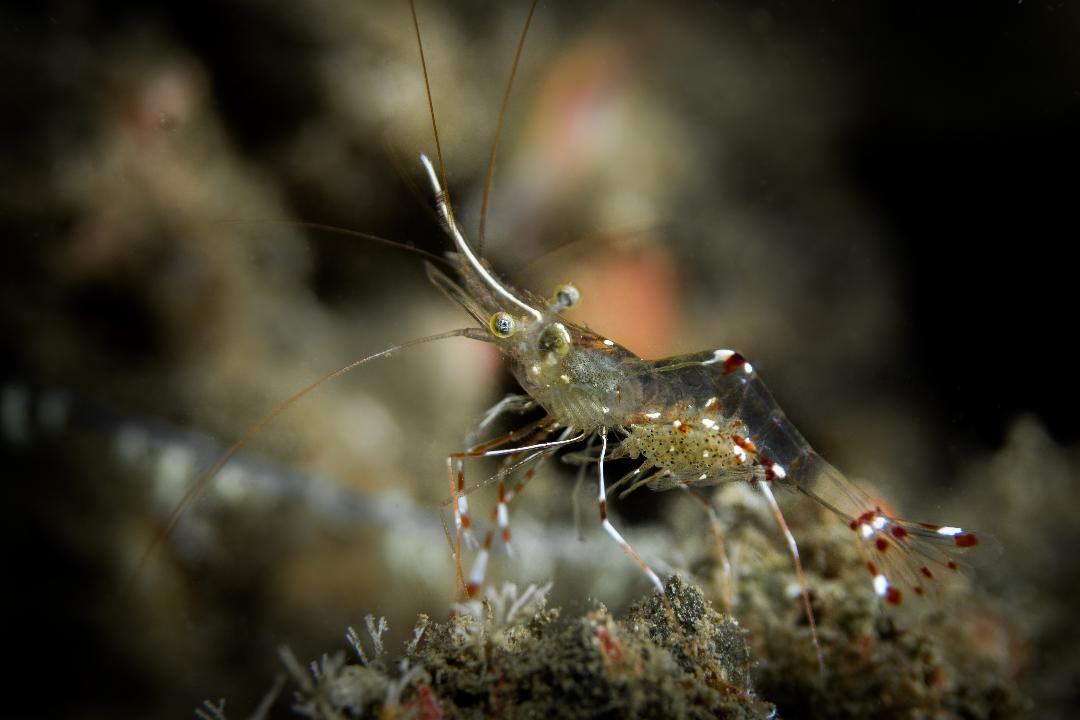
Urocaridella renatekhalafae.